# Droits LGBT dans les États fédérés de Micronésie
Les personnes lesbiennes, gays, bisexuelles et transgenres (LGBT) en Micronésie peuvent être confrontées à des défis supplémentaires par rapport aux personnes non LGBT. Les ménages dirigés par des couples homosexuels ne sont pas éligibles aux mêmes protections juridiques que les couples mariés hétérosexuels, car le mariage et les unions civiles entre personnes de même sexe ne sont pas reconnus. En revanche, la discrimination fondée sur l'orientation sexuelle est illégale depuis 2018.
Les États fédérés de Micronésie, dont le territoire compte 600 îles et la population environ 100 000 personnes, sont majoritairement chrétiens.
En 2011, la Micronésie signe la déclaration conjointe sur la fin des actes de violence et des violations des droits de l'homme liées à l'orientation sexuelle et à l'identité de genre aux Nations unies, condamnant la violence et la discrimination à l'encontre des personnes LGBT.

## Loi sur les relations sexuelles entre personnes de même sexe
L'activité sexuelle entre personnes de même sexe est légale,. La majorité sexuelle est de 14 ans, indépendamment du genre et de l'orientation sexuelle.

## Reconnaissance des relations homosexuelles
Aux États fédérés de Micronésie, aucun type d'union homosexuelle n'est reconnue.
Les lois sur le mariage à Kosrae supposent que les partenaires sont de sexes différents. L'article 16.101 stipule : « Un mariage célébré dans l'État est valide si : (a) L'homme au moment du mariage est âgé d'au moins dix-huit ans et la femme d'au moins seize ans, et, si la femme est âgée de moins de dix-huit ans, le mariage a le consentement d'au moins l'un des parents de la femme ou de son tuteur ; [...]".  Un propos similaire se trouve dans le Chuuk State Code.
La Constitution de Pohnpei ne traite pas du mariage, mais sa section sur les « obligations familiales » stipule: « Pour renforcer et maintenir de bonnes relations familiales à Pohnpei, selon les besoins, cette Constitution reconnaît et protège la responsabilité et l'autorité des parents sur leurs enfants».

## Protections anti-discrimination
Les États fédérés de Micronésie possèdent une loi anti-discrimination qui inclut l'orientation sexuelle, mais pas l'identité de genre ni le statut intersexué. Ainsi, les personnes gays, lesbiennes et bisexuelles sont protégées contre la discrimination dans l'emploi, l'éducation, les soins de santé et d'autres domaines de la vie publique, mais pas les personnes transgenres et intersexes. Selon un article de 2015 du département d'État des États-Unis, « il n'y a eu aucun rapport de violence ou de discrimination sociétale contre les homosexuels ou contre les personnes vivant avec le VIH/sida ».
En 2016, la Micronésie reçoit des recommandations de cinq pays pour interdire la discrimination fondée sur l'orientation sexuelle et l'identité de genre. En novembre 2018, le Congrès micronésien adopte la CB 20-258, qui met à jour la loi anti-discrimination du pays pour inclure l'orientation sexuelle. Le projet de loi, présenté par le président Wesley Simina, reçoit le soutien de trois des quatre États (Chuk, Pohnpei et Yap, mais pas Kosrae).
L'article 107 du chapitre 1 du Code des États fédérés de Micronésie se lit comme suit :
Article 107. Discrimination fondée sur la race, le sexe, l'orientation sexuelle, la langue ou la religion ; Protection égale.
Aucune loi ne sera promulguée si elle est discriminatoire à l'encontre d'une personne en raison de sa race, de son sexe, de son orientation sexuelle, de sa langue ou de sa religion, et l'égale protection des lois ne sera pas refusée.

## Identité et expression de genre
La Micronésie ne prévoit pas de procédure administrative ou juridique permettant aux personnes transgenres de faire reconnaître leur genre identifié dans les documents officiels.
Selon les estimations de 2017 de l'ONUSIDA, environ 4,2 % de la population transgenre micronésienne était séropositive.

## Service militaire
Il n'existe pas d'armée active dans les États fédérés de Micronésie, bien qu'en cas de besoin, les États-Unis soient responsables de sa défense par accord mutuel.

## Conditions de vie

### Histoire
Dans la culture micronésienne, il n'existe pas d'identité homosexuelle au sens occidental du terme, même si des pratiques sexuelles entre personnes de même genre peuvent exister.
En 1989, l'anthropologue Ward rapporte le cas d'une jeune fille sur l'île de Pohnpei nommée Maria qui se comportait en garçon et recherchait des filles. Sa famille et ses voisins organisent une réunion où il est décidé que cette personne serait dorénavant reconnue comme garçon. On renomme la personne Mario et on la coiffe et l'habille comme un garçon.
Les îles de Chuuk ont un terme autochtone pour désigner des personnes assignées femmes qui se comportent comme des hommes : les wininmwáán, similaires au mahu à Hawaï et en Polynésie française.
En décembre 2018, le premier événement et défilé de fierté du pays a eu lieu dans l'État de Pohnpei.

### Opinion publique
La société micronésienne tendant à être conservatrice, les personnes LGBT sont discrètes. Les démonstrations d'affection ouvertes entre partenaires de même sexe peuvent offenser. Les débats et les discussions sur des sujets LGBT tendent à rester confidentiels.
La Human Truth Foundation classe la Micronésie au 90e rang pour les droits des LGBT. Ce classement est semblable à d'autres pays du Pacifique, tels que Palau (86), Nauru (87) et les îles Marshall (88).
En 2006, un pasteur évangélique de l'Armée du salut servant comme pasteur en Micronésie a dénoncé l'homophobie et la thérapie de conversion et a déclaré sa conviction que l'orientation sexuelle était prédéterminée.

## Statistiques
Selon les estimations de 2017 de l'ONUSIDA, il y avait environ 340 hommes ayant des rapports sexuels avec des hommes (HSH) dans le pays.